# Refia Sultan
Refia Sultan (7. února 1842, Istanbul – 4. ledna 1880, Istanbul) byla osmanská princezna, dcera sultána Abdulmecida I. a sestra sultána Mehmeda V.

## Život
Refia se narodila 7. února 1842 v paláci Beşiktaş. Její matkou byla konkubína Gülcemal Kadin. Byla sedmou dcerou svého otce a druhým dítětem své matky. Byla sestrou sultána Mehmeda V. a Fatmy Sultan. Po smrti své matky v roce 1851 se o ni a její sourozence starala Abdulmecidova první žena, Servetza Kadin.
V roce 1854, když jí bylo dvanáct let ji její otec provdal za Mahmuda Edhama Pašu, syna velkovezíra Mehmeda Aliho Paši. Mehmed Ali byl ženatý s její tetou, Adile Sultan, se kterou měl dceru Hayriye Sultan. Baron Durand de Fontmagne, který žil v Istanbulu v letech 1858-9 kvůli krymské válce, poslal Refii dary ještě před její svatbou. Svatba se konala v červenci 1857 v paláci Topkapi a manželům byl darován palác v Defterdarburnu, kterou využívali jako svou rezidenci. Měli spolu několik dětí.

## Smrt
Refia Sultan zemřela ve věku třiceti sedmi let 4. ledna 1880 na následky několika nemocní a operací. Je pochována v hrobce císařských žen Yeni v Istanbulu.